# Pallavolo ai I Giochi panamericani giovanili
La Pallavolo ai I Giochi panamericani giovanili si è svolta a Cali, in Colombia, dal 25 novembre al 5 dicembre 2021. Hanno preso parte ai Giochi otto squadre maschili e altrettante femminili Under-23.

## Squadre qualificate
Oltre alla Colombia, quale paese ospitante, sia in campo maschile che femminile si sono qualificate le prime quattro classificate affiliate alla NORCECA nella Coppa panamericana Under-23 2021 e le migliori tre nazionali del ranking CSV.

### Torneo maschile
Nella tabella a seguito le squadre qualificate per il torneo maschile:
| Evento                           | Data              | Luogo         | Posti | Qualificate                                  |
| -------------------------------- | ----------------- | ------------- | ----- | -------------------------------------------- |
| Paese ospitante                  |                   |               | 1     | Colombia                                     |
| Coppa panamericana Under-23 2021 | 12-16 luglio 2021 | Santo Domingo | 4     | Guatemala Messico Porto Rico Rep. Dominicana |
| Ranking CSV                      |                   |               | 3     | Argentina Brasile Cile                       |
| Totale                           |                   |               | 8     |                                              |

### Torneo femminile
Nella tabella a seguito le squadre qualificate per il torneo femminile:
| Evento                           | Data              | Luogo          | Posti | Qualificate                                 |
| -------------------------------- | ----------------- | -------------- | ----- | ------------------------------------------- |
| Paese ospitante                  |                   |                | 1     | Colombia                                    |
| Coppa panamericana Under-23 2021 | 11-15 agosto 2021 | Aguascalientes | 4     | Messico Porto Rico Rep. Dominicana Suriname |
| Ranking CSV                      |                   |                | 3     | Argentina Brasile Perù                      |
| Totale                           |                   |                | 8     |                                             |

## Calendario
|  | Turno preliminare |  | Quarti di finale |  | Semifinali | M | Finali |

| Novembre Dicembre | 25 Gio | 26 Ven | 27 Sab | 28 Dom | 29 Lun | 30 Mar | 1 Mer | 2 Gio | 3 Ven | 4 Sab | 5 Dom | Medaglie d'oro |
| ----------------- | ------ | ------ | ------ | ------ | ------ | ------ | ----- | ----- | ----- | ----- | ----- | -------------- |
| Uomini            |        |        |        |        |        | M      |       |       |       |       |       | 1              |
| Donne             |        |        |        |        |        |        |       |       |       |       | M     | 1              |

## Podi
| Evento                      | Oro     | Argento | Bronzo    |
| Torneo maschile (dettagli)  | Brasile | Messico | Argentina |
| Torneo femminile (dettagli) | Brasile | Perù    | Argentina |